# Andrea Zotti
Andrea Zotti (17 de outubro de 1905 - 16 de março de 1940) foi um aviador italiano que combateu na Guerra Civil Espanhola. Voluntário na Aviação Legionária, obteve nove vitórias aéreas confirmadas, duas prováveis e seis partilhadas, o que fez dele um ás da aviação. Foi condecorado com várias medalhas pelo serviço prestado.